# Alessandra Crozzolin
Alessandra Crozzolin (Treviso, 8 dicembre 1977) è un'ex pallavolista italiana.
Giocava nel ruolo di centrale.